# Georg Bessau
Georg Bessau (* 25. Januar 1884 in Elbing; † 16. November 1944 in Berlin-Buch) war ein deutscher Kinderarzt und Hochschullehrer.

## Leben
Bessau studierte Medizin in Breslau, Würzburg und Bern. 1903 wurde er Mitglied der Burschenschaft Arminia Breslau. 1908 erfolgte das medizinische Staatsexamen, 1915 die Habilitation. 1920 wurde er außerordentlicher Professor der Kinderheilkunde an der Universität Marburg und 1922 Professor und Direktor der Universitäts-Kinderklinik und -Poliklinik in Leipzig. Ab 1921 forschte er an der Herstellung eines künstlichen Nahrungsgemisches für Säuglinge, das in der Lage ist, die gleichen mikrobiologischen Verhältnisse wie eine natürliche Ernährung zu schaffen. 1932 übernahm Bessau die Nachfolge von Adalbert Czerny auf dem Lehrstuhl für Kinderheilkunde an der Charité in Berlin. Im Jahr 1933 wurde er zum Mitglied der Gelehrtenakademie Leopoldina gewählt. 1935 wurde er Vorsitzender der Berliner Gesellschaft für Kinderheilkunde. Von 1935 bis 1944 war er Herausgeber der Monatsschrift für Kinderheilkunde. 1939 führte er die vorbeugende Behandlung der Rachitis mit Vitamin D bei Säuglingen ein.
Parallel zu den medizinischen Experimenten von Georg Hensel in Kaufbeuren führte Bessau ebenfalls Impfexperimente an geistig- und körperlich behinderten Kindern durch. Die der Ermordung durch die sogenannte Aktion T4 zuzuführenden Kinder – ab 1942 dezentral durchgeführt – wurden vor der sogenannten Kinder-Euthanasie für medizinische Experimente dieser Art zurückgestellt. Bessau führte seine Experimente mit einem noch unerprobten Tuberkulose-Impfstoff in der Städtischen Nervenklinik für Kinder und Jugendliche Wiesengrund in Berlin-Wittenau durch. Bessau wurde im August 1942 von Hitler zum außerordentlichen Mitglied des Wissenschaftlichen Senats des Heeressanitätswesens ernannt; ab 1944 gehörte er dem wissenschaftlichen Beirat des Bevollmächtigten für das Gesundheitswesen, Karl Brandt, an. Er starb mit 60 Jahren an Krebs.
Die M. Töpfer GmbH in Dietmannsried im Allgäu vertrieb unter anderem den Trocken-Reisschleim »Bessau« „zur Einstellungsdiät bei Verdauungsstörungen des Säuglings“. Bessau zu Ehren trug die Intensivstation der Kinderklinik der Universität Gießen (jetzt Universitätsklinikum Gießen und Marburg) bis vor einigen Jahren den Namen „Station Bessau“.

## Veröffentlichungen (Auswahl)
- Martin Weiser (Hrsg.): Das Leipziger medizinische Viertel. Eingeleitet von Karl Sudhoff. Biographische Beiträge von Dr. Bessau u. a. Zur Jahrhunderttagung der deutschen Naturforscher und Ärzte vermehrte und ergänzte Auflage. Lorentz, Leipzig 1922.
- Emil Feer (Hsrs.): Lehrbuch der Kinderheilkunde. Bearbeitet von G. Bessau u. a. 12., verbesserte Auflage. Fischer, Jena 1938.
- mit Walter Stoeckel: Lehrbuch der Geburtshilfe. 9., unveränderte Auflage. Fischer, Jena 1945.